# Reto Bärtschi

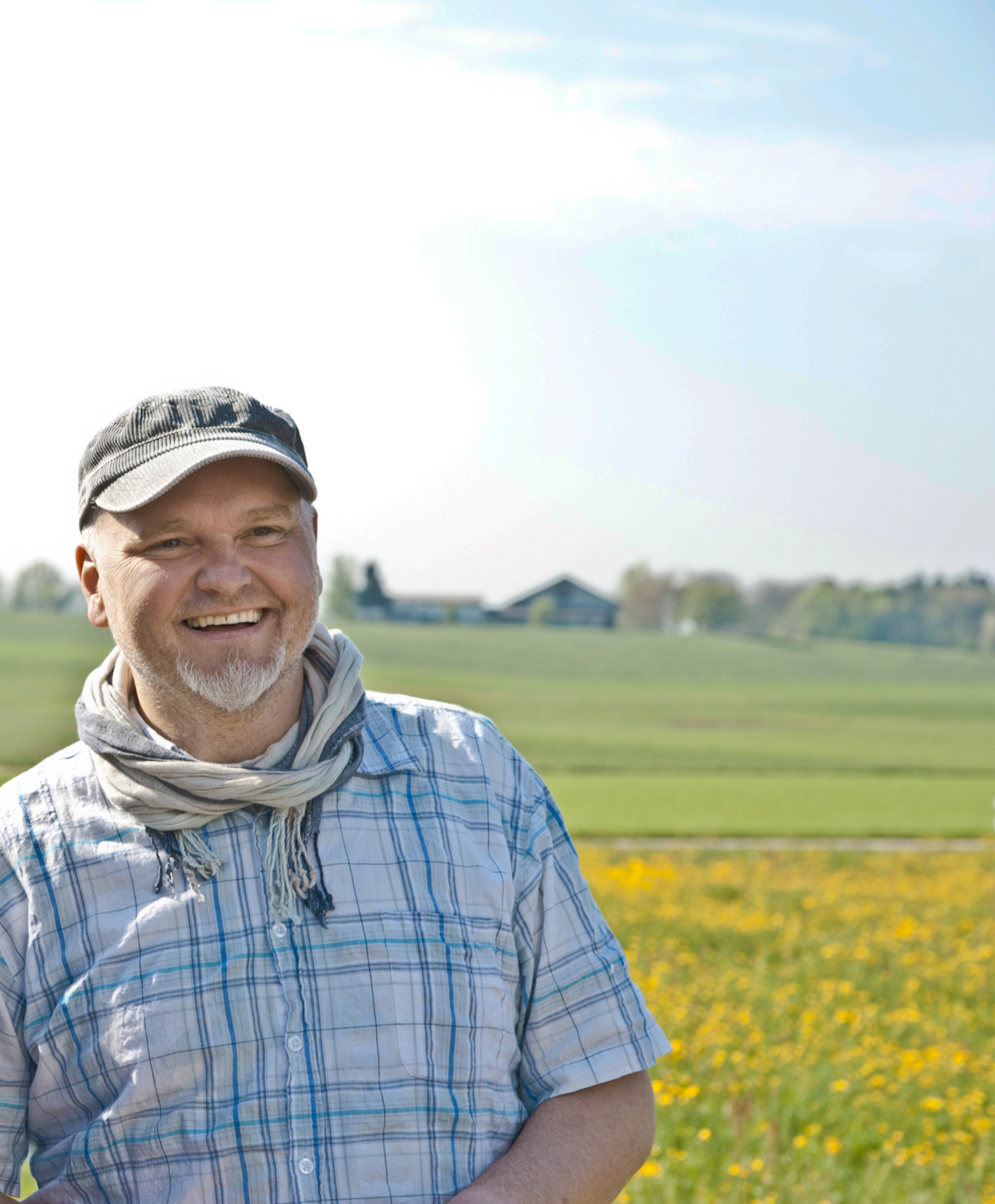
Reto Bärtschi, 2011

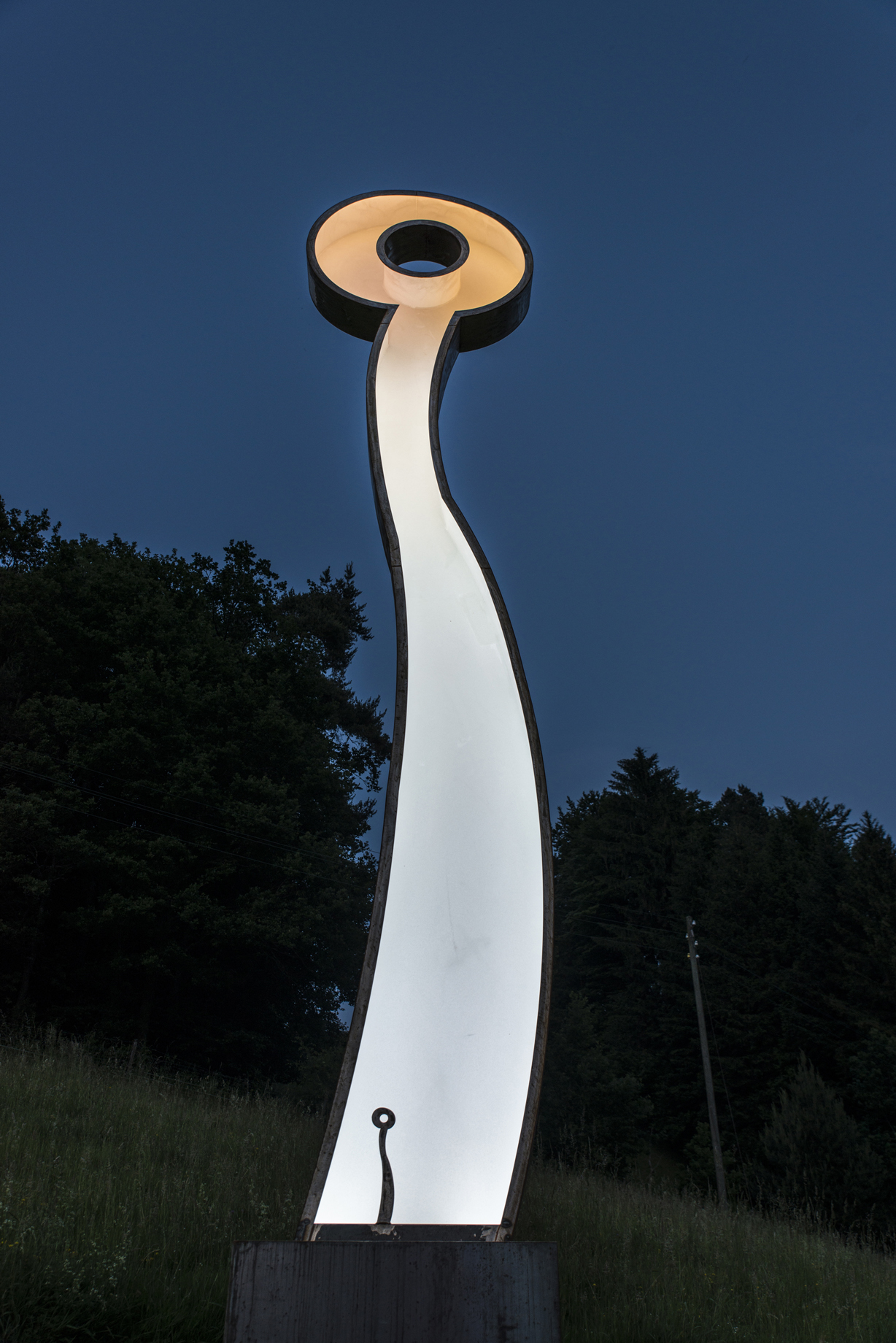
Der sieben Meter hohe Leuchtwächter, welcher anlässlich von Kunst am Schlossberg in Melchnau ausgestellt war

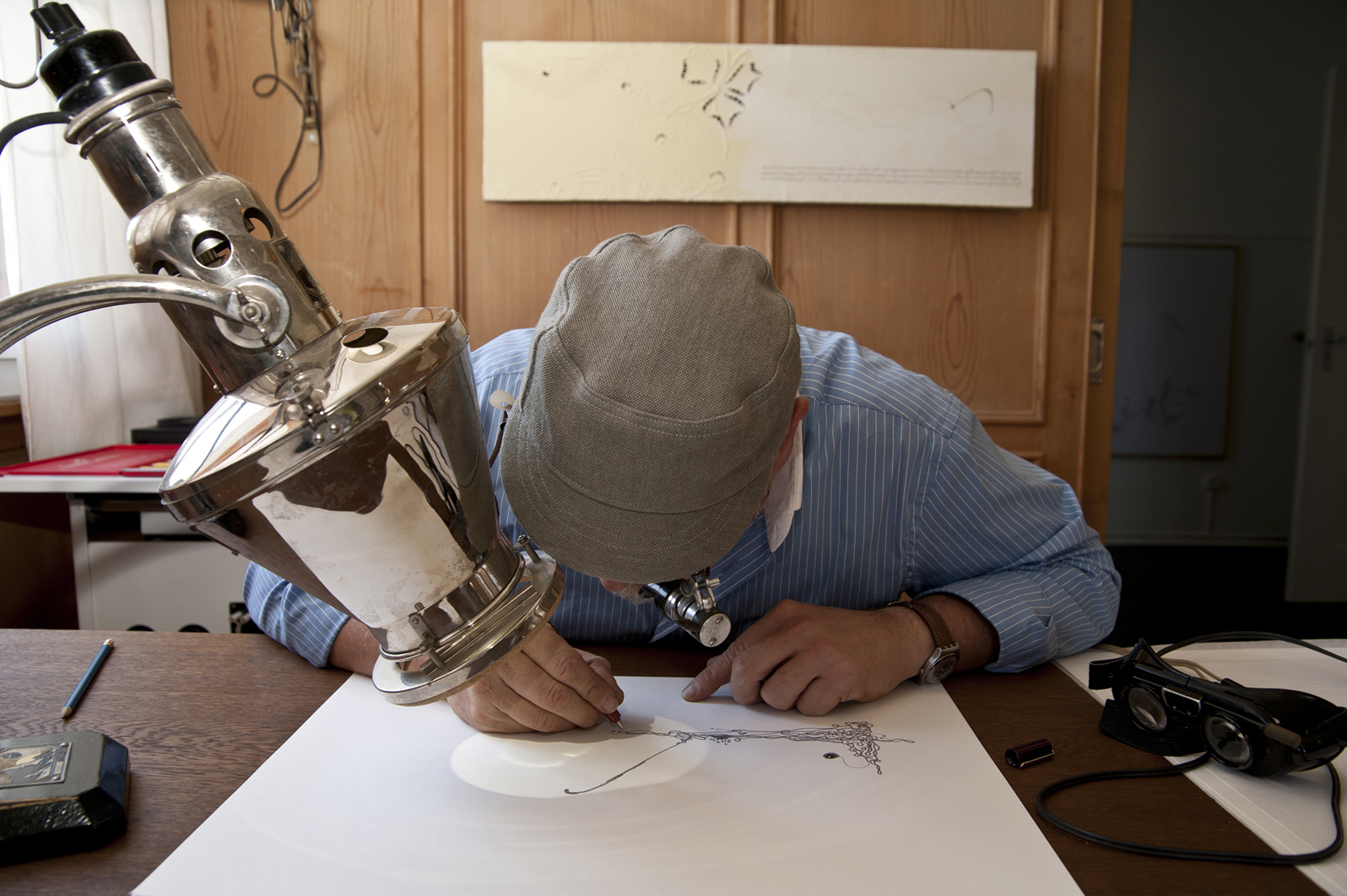
Reto Bärtschi erstellt mit Hilfe einer Uhrmacherlupe eine seiner filigranen Tuschezeichnungen

Reto Bärtschi  (* 4. Juni 1971 in Visp) ist ein zeitgenössischer Schweizer Künstler. Die Schwerpunkte seines Schaffens liegen bei Malerei, Zeichnung und Metallplastik.

## Leben
Ab 1974 lebte er in Bützberg, wo er 1987 bis 1991 eine Lehre als Carrosseriespengler absolvierte. Bis 1995 blieb er als Mitarbeiter in der Lehrfirma Carosserie Sägesser AG in Bützberg, davon ein Jahr als stellvertretender Kursleiter im Ausbildungszentrum in Solothurn.
1995 bis 1997 war er im Sozialbereich tätig und absolvierte 1999 bis 2000 berufsbegleitend eine Ausbildung zum Mal- und Gestaltungstherapeuten in Frauenfeld. 2004 bis 2005 bildete sich Reto Bärtschi an der Agogis zum Kunstagogen weiter.
Seit 2000 tätigte Bärtschi als freischaffender Künstler Einzel- und Gruppenausstellungen in der Schweiz, in Italien und in Deutschland.
Eine Auslandsausstellung hatte er im Studio 44 in Genua im Jahr 2004. 2008 machte er einer Weiterbildung an der Kunsthochschule Kassel bei Norbert Radermacher. 2010 publizierte er sein Buch «Geheimnisvolle Werk-Poesie» zur gleichnamigen Ausstellung. Im Folgejahr führte er mit der Künstlergruppe BBB, Reto Bärtschi, Michael Blume und Kurt Baumann, das Projekt «Artists in Residence #4», in Wartberg ob der Aist durch. Im selben Jahr waren Bärtschis Werke in der Ausstellung «mehrlebenswert» im Museum Franz Gertsch in Burgdorf zu sehen.
Mediale Beachtung bekam vom 22. Mai bis zum 30. November 2011 Bärtschis Projekt «Der rosa Kirchturm und seine Wächter» anlässlich des 50-Jahr-Jubiläums des Museums Attiswil.
Zu diesem Anlass wurde über mehrere Kilometer ein Kunstweg realisiert. Teil davon war auch der Kirchturm in «Retorosa» mit weisser Schrift. Dazu Bärtschi: «Rosa steht in der Farb-Symbolik für Werte wie Sanftheit, Zuneigung, Romantik und Schutz: Zu jeder Zeit haben Menschen vor physischen und psychischen Leiden in der Kirche Schutz gesucht. Ausserdem können wir mit meinem Werk die Kirche von Attiswil, die am Rande des Ortes steht, für einige Zeit ins Zentrum rücken.»
2012 gab der Künstler im offenen Sommeratelier in Langenthal Einblicke in sein Schaffen, dies gemeinsam mit den BBBB, Bärtschi, Baumann, Blume, Bucher. Es folgte die Ausstellung «VORTRAGEN» in Härkingen von Bärtschi, Baumann, Blume (BBB) und in Biberist «Reto Bärtschi spiegelt Cuno Amiet». Auch gestaltete Bärtschi den Umschlag für das Jahrbuch des Oberaargau. Von  persönlicher Bedeutung für Bärtschi ist ein Bild mit der Kremationsasche seines Vaters, mit welchem er dessen Tod im Juni 2012 begegnet ist.
Zwischen 2002 und 2012 war Reto Bärtschi ausserdem als Assistent für den Solothurner Künstler Schang Hutter tätig.
Ab 2014 verfolgte Reto Bärtschi das Projekt Kunst-Hof in Wangenried und ruft 2015 einen Ort von Künstlern für Künstler ins Leben. Hier waren Bärtschis Arbeiten von November 2015 bis März 2016 in «Reto Bärtschi trifft Jakob Weder» zu sehen.

## Werke (Auswahl)
- Leucht-/Wächter
- Rosa Kirchturm
- Strukturbild
- Aschebild

Im öffentlichen Raum finden sich Werke von Reto Bärtschi unter anderem in Solothurn, Herzogenbuchsee, Langenthal und Melchnau. Bärtschis Werk zeichnet sich aus durch das Retorosa, Wächtern, Strukturbildern mit Gipsmasse ganz in Weiss und filigranen Tuschezeichnungen mit übereinanderlaufenden Textzeilen in «Schnüerlischrift», welche er unter der Uhrmacherlupe fertigt.

## Buch
- Geheimnisvolle Werk-Poesie. ISBN 978-3-905817-25-6